# Yuki Kobayashi (fodboldspiller, født 1988)
 For alternative betydninger, se Yuki Kobayashi. (Se også artikler, som begynder med Yuki Kobayashi)
Yuki Kobayashi (født 18. oktober 1988) er en japansk fodboldspiller, som spiller for den japanske fodboldklub Nagoya Grampus.